# Rick Heil
Rick Heil (* Smyrna, Tennessee) je americký rockový zpěvák a kytarista. Člen kapely Sonicflood.
Vyrůstal v křesťanském prostředí. Rodina byla hudebně založena. Jeho otec hrával na baskytaru a byl také prvním, kdo učil Ricka hrát. Jeho prvním zaměstnáním bylo opravování elektroniky, ale cítil, že to není ta pravá životní cesta, ke které jej Bůh vede. Tak začal hrát s kapelou Big Tent Revival. Po pěti letech však přišla další křižovatka. Do rukou se mu dostalo demo SONICFLOOd. Kapela, která toto demo natočila, hledala baskytaristu. Tehdy jej přijali mezi sebe.
27 let také zápasil s Crohnovou nemocí, poté se ale uzdravil.
V létě 2008 navštívil se skupinou Sonicflood Českou republiku.